# Ormosia egena
Ormosia egena là một loài ruồi trong họ Limoniidae. Chúng phân bố ở miền Cổ bắc.